# Tétraline
La tétraline (1,2,3,4-tétrahydronaphthaline) est un hydrocarbure de formule C10H12, dont la structure est similaire à celle du naphtalène, mais dont seul l'un des cycles est saturé.

## Synthèse

### Cyclisations
La tétraline peut être synthétisée par cyclisation de Bergman.
Une autre réaction, la  synthèse de Darzens de tétraline, du nom d'Auguste Darzens qui l'a découverte en 1926, permet la synthèse d'un dérivé de la tétraline par cyclisation intramoléculaire du  5-phénylpent-1-ène en présence d'acide sulfurique concentré.

Synthèse de Darzens de dérivés de la tétraline

### Hydrogénation
La tétraline peut aussi être simplement produite par hydrogénation catalytique partielle du naphtalène, en présence d'un catalyseur au platine. C'est d'ailleurs ainsi qu'elle est produite majoritairement.
Un grand travail a été effectué sur l’hydrogénation du naphtalène en tétraline. Des mélanges contenant des proportions différentes de naphtalène, tétraline et décaline peuvent être produits selon la température et la pression sous lesquelles a lieu la réaction. De la tétraline a été obtenue par extraction liquide-liquide du naphtalène isolé du goudron de houille, hydrogéné en présence de catalyseurs WS2 + NiS + Al2O3 et CoO + MoO3 + Al2O3 sous des pressions de 50 à 300 atmosphères.